# Nephila antipodiana
Nephila antipodiana är en spindelart som först beskrevs av Charles Athanase Walckenaer 1842.  Nephila antipodiana ingår i släktet Nephila och familjen Nephilidae. Inga underarter finns listade i Catalogue of Life.

## Utseende
Kroppen hos honor blir i snitt 32,3 mm lång medan hanen blir 7,6 mm.